# Sint-Ruprechtskerk (Wenen)
De Sint-Ruprechtskerk (Duits: Ruprechtskirche) is een 11e-eeuwse kerk in Wenen.
Deze kerk staat op een talud, vlak aan het Donaukanaal. In het verleden liep een zijtak van de Donau, vlak langs de kerk. De kerk is in romaanse stijl gebouwd. De kerk heeft drie verdiepingen, waarvan er twee in gebruik zijn. De begaande grond en de 1e verdieping. Op de eerste verdieping is een soort zolder. Waar een koor kan staan en daar staat ook het kerkorgel. In het koor van de kerk bevinden zich glas-in-loodramen uit de 12e eeuw. De meeste ramen zijn na de Tweede Wereldoorlog geplaatst, ter vervanging van ruiten die in de oorlog sneuvelden.